# مودين
مودين هي بلدة في مقاطعة كاسان في ولاية قشقداريا في أوزبكستان.